# 埼玉県道247号坂戸停車場線

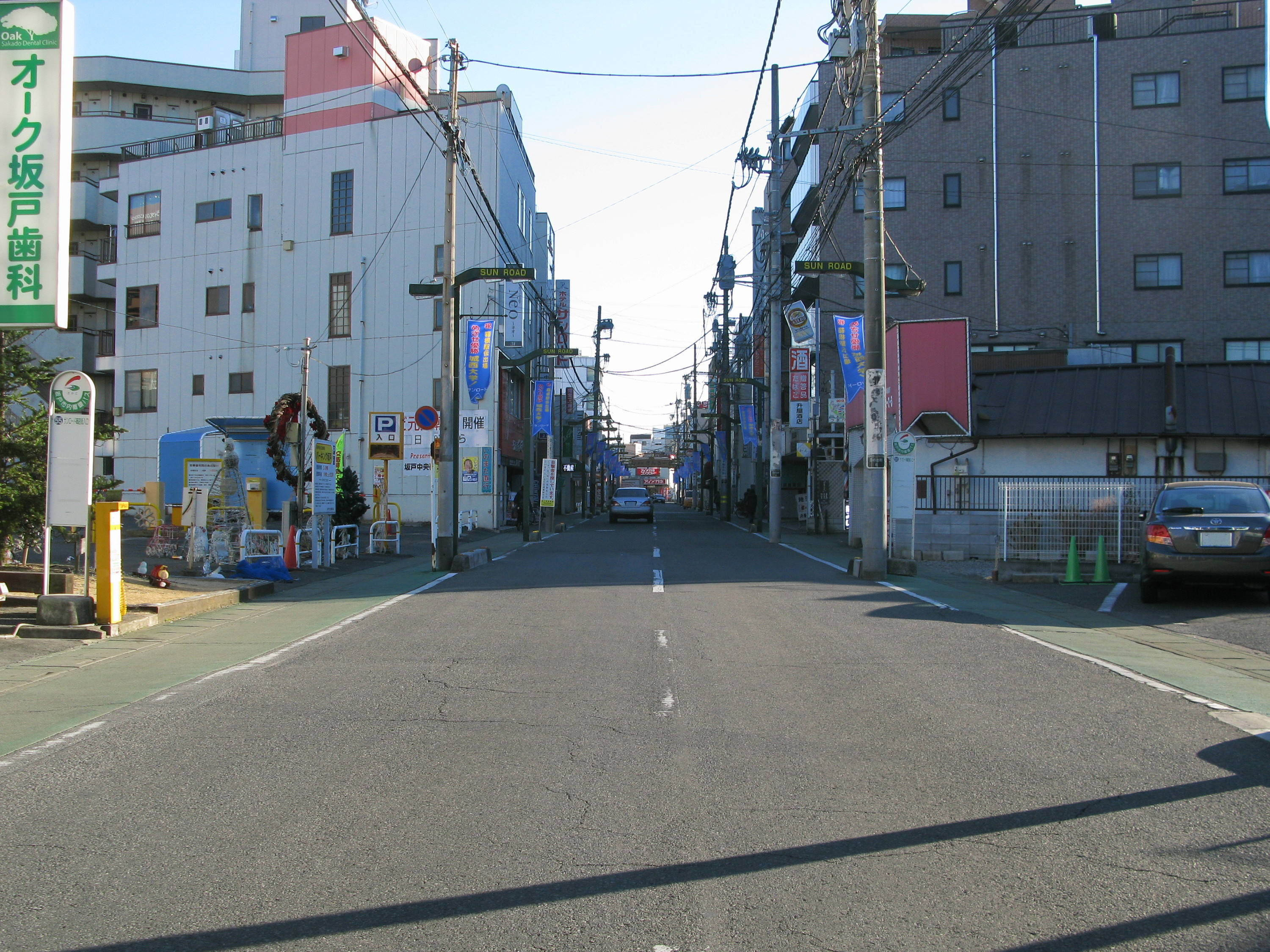
坂戸市日の出町

埼玉県道247号坂戸停車場線（さいたまけんどう247ごう さかどていしゃじょうせん）は、埼玉県坂戸市内に設定されている都道府県道である。県道標識は設置されていない。

## 路線概要
- 起点：坂戸停車場
- 終点：埼玉県道74号日高川島線交点
- 総距離：259m

## 通過する自治体
- 埼玉県
  - 坂戸市

## 接続・交差する主な道路
- 埼玉県道74号日高川島線

## 沿線
- 東武鉄道 東上本線・越生線 坂戸駅